# مهدی حسینی (نقاش)
مهدی حسینی (زاده ۱۳۲۲ کاشان) نقاش اهل ایران است.

## زندگی‌نامه
مهدی حسینی در هنرستان هنرهای زیبای تهران تحصیل خود را به پایان رساند و در سال ۱۳۴۱ به آمریکا رفت و در سال ۱۳۴۹ از انستیتو پرات نیویورک در رشته نقاشی و هنرهای چاپی فارغ‌التحصیل شد. مهدی حسینی در انستیتوی هنر شیکاگو دوره نقاشی را طی کرد و در سال ۱۳۴۷ فارغ‌التحصیل شد.
فعالیت حرفه‌ای وی در زمینه نقاشی، طراحی، چاپ‌های دستی، تدریس، تألیف و ترجمه، است و از او به عنوان یکی از مفاخر هنرهای تجسمی ایران در هفتمین جشنواره هنرهای تجسمی فجر از او تجلیل و مدرک درجه یک هنری و نشان عالی هنرهای تجسمی ایران به او اهدا شد.

## تالیف‌ها
- تألیف کتاب‌های ” کارگاه هنر ۱و۲ ” برای دوره پیش دانشگاهی
- کتاب «انگلیسی برای دانشجویان رشتهٔ هنرهای تجسمی»

## ترجمه‌ها
- نقاشی ایرانی، کن‌بی، شیلا، مهدی حسینی (مترجم)، دانشگاه هنر ،۱۳۷۸